# Mawsonia
Mawsonia es un género extinto de pez celacanto perteneciente a la familia de los mawsónidos y el más grande de este grupo, el cual llegaba a medir hasta 6 metros de largo. Vivió durante el periodo Cretácico (Albiano y Cenomaniano, hace alrededor de 110 a 95 millones de años). Los fósiles se han encontrado en África y América del Sur. Mawsonia fue descrita por primera vez por el paleontólogo británico Arthur Smith Woodward en 1907.

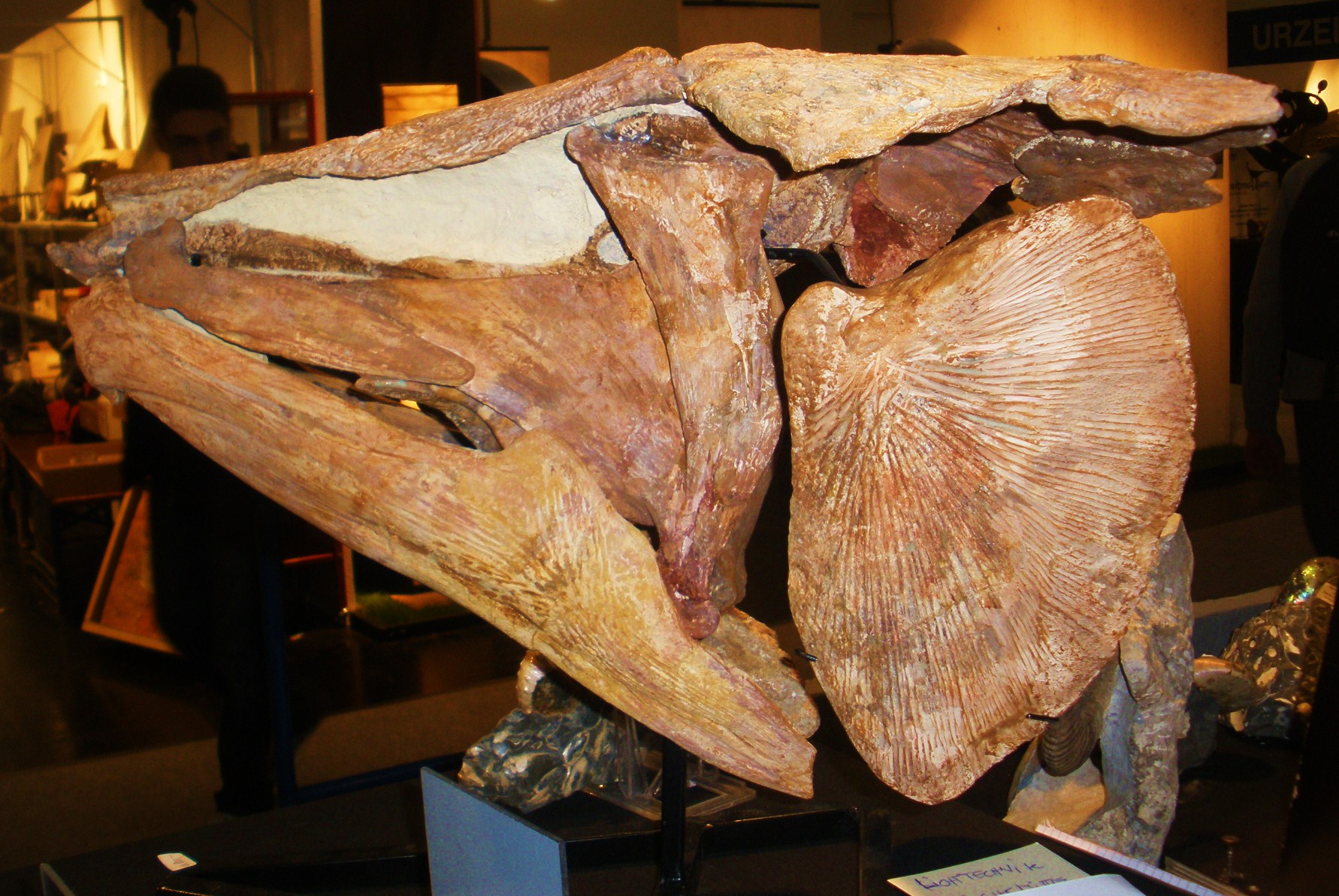
Cráneo de Mawsonia sp.